# Emil Kristensen
Emil Løjborg Kristensen, född 20 september 1992 i Esbjerg, är en dansk professionell ishockeyspelare som spelar för Herning Blue Fox i Superisligaen. Han påbörjade sin seniorkarriär med EfB Ishockey i Superisligaen säsongen 2009/10. Fyra säsonger senare lämnade han Danmark för spel med IK Oskarshamn i Hockeyallsvenskan, där han stannade två säsonger. Därefter anslöt han till Rögle BK i SHL, men tillbringade större delen av säsongen som utlånad till IK Oskarshamn. 
Han lämnade sedan Rögle inför säsongen 2016/17 för seriekonkurrenten Linköping HC, där han stannade en säsong. Därefter tillbringade han två år i finska Liiga med Kookoo. Säsongen 2019/20 spelade han för EVZ Academy i Swiss League, innan han värvades till Schwenninger Wild Wings i DEL. Mellan säsongerna 2021/22 och 2022/23 spelade Kristensen för den italienska klubben HC Pustertal Wölfe i ICEHL. I juni 2023 anslöt han till Dragons de Rouen i Ligue Magnus som han vann det franska mästerskapet med 2024. I maj samma år återvände han till Danmark för spel med Herning Blue Fox.
Kristensen har också representerat Danmarks landslag under ett OS och sju VM. 

## Karriär

### Klubblagskarriär

#### 2009–2017: Början av karriären och spel i Sverige
Kristensen påbörjade sin seniorkarriär med EfB Ishockey i danska Superisligaen. Han gjorde sin första säsong med laget 2009/10 då han spelade totalt tolv matcher. Säsongen därpå hade han lyckats slå sig in i laget och var en av de ordinarie spelarna. 2012/13 gjorde han sin sista säsong i EfB och gjorde då också sin poängmässigt främsta säsong i Superisligaen då han med 22 poäng på 39 matcher (5 mål, 17 assist) var lagets poängmässigt bästa back. Efter säsongens slut meddelades det i april 2013 att Kristensen skrivit på ett tvåårskontrakt med IK Oskarshamn i Hockeyallsvenskan.
Efter 100 matcher med Oskarshamn på två säsonger, och totalt 28 poäng (11 mål, 17 assist), lämnade han klubben för spel i SHL med Rögle BK. Kristensen stod utanför laget när serien inleddes och fick istället spela med Rögles J20-lag. Därefter återvände han till IK Oskarshamn dit han blev utlånad för tre matcher. Han gjorde sin första SHL-match mot Skellefteå AIK den 14 oktober 2015, men hade sedan svårt att ta en ordinarie plats i laget och blev därför, i början av december 2015, åter utlånad till Oskarshamn. Efter seriens juluppehåll återvände Kristensen till Rögle och gjorde den 28 december sitt första SHL-mål, på Marcus Högberg, i en 7–2-förlust mot Linköping HC. Under den här perioden spelade han fem matcher med Rögle och noterades för två mål, men trots detta meddelades det den 21 januari 2016 att Kristensen ännu en gång lånats ut till IK Oskarshamn – denna gång för resten av säsongen. I Rögle stod han för tre poäng på 13 matcher, medan han i Hockeyallsvenskan noterades för tio poäng på 21 matcher.
Efter att Oskarshamn slagits ut i Direktkval till Svenska Hockeyligan 2016, meddelades det i början av april 2016 att Kristensen skrivit på ett tvåårskontrakt med Linköping HC. Kristensen gjorde SHL-debut med LHC den 17 september 2016, och gjorde sitt första SHL-mål för laget i en match mot Rögle BK i slutet av samma månad. I en match mot Brynäs IF den 18 november samma år skadade han sig och missade under säsongen över 30 matcher i SHL. I slutet av januari meddelades det att Kristensen lånats ut till IK Oskarshamn för två matcher i Hockeyallsvenskan. På dessa matcher noterades han för ett mål. I slutet av mars 2017 meddelades det att Linköping brutit kontraktet med Kristensen.

#### 2017–2024: Fortsatt spel utomlands
I mitten av april 2017 meddelade KooKoo i Liiga att man skrivit ett ettårskontrakt med Kristensen. KooKoo slutade näst sist i serien och missade därmed slutspelet. Den 2 april 2018 förlängde klubben avtalet med Kristensen med ytterligare ett år. Säsongen 2018/19 hann Kristensen endast spela sex grundseriematcher för KooKoo, innan han ådrog sig en hjärnskakning till följd av en tackling från Kyle Quincey i en match mot HIFK Hockey.
Den 18 juli 2019 meddelades det att Kristensen skrivit ett ettårsavtal med den schweiziska klubben EVZ Academy i Swiss League. Han utsågs till en av de assisterande kaptenerna i laget och stod för 16 poäng på 24 grundseriematcher (sex mål, tio assist). Med denna notering var han lagets poängmässigt bästa back. Efter säsongens slut lämnade han klubben och den 3 augusti 2020 meddelades det att han skrivit ett avtal med den tyska klubben Schwenninger Wild Wings i DEL. Kristensen spelade 30 av Wild Wings 38 grundseriematcher och noterades för ett mål och en assistpoäng. Laget misslyckades att ta sig till slutspel då man slutat på femte plats i den norra divisionen.
Den 20 juni 2021 stod det klart att Kristensen gjort klart med sin åttonde proffsklubb då han skrivit ett avtal med den italienska klubben HC Pustertal Wölfe i ICEHL. Laget kvalificerade sig för kvartsfinalspel och i grundserien var Kristensen Pustertal Wölfes näst poängbästa back då han på 40 matcher stod för 18 poäng (tio mål, åtta assist). I slutspelet slogs man omgående ut av Alba Volán Székesfehérvár med 4–0 i matcher. Den 7 april 2022 bekräftades det att Kristensen förlängt sitt avtal med klubben med ytterligare en säsong. Inför säsongen 2022/23 utsågs han till en av lagets assisterande lagkaptener. Laget misslyckades att ta sig till slutspel och på 24 grundseriematcher stod Kristensen för elva poäng, varav fem mål.
Den 21 juni 2023 bekräftades det att Kristensen skrivit ett ettårsavtal med den franska klubben Dragons de Rouen i Ligue Magnus. Den 23 september samma år gjorde Kristensen debut i ligan och gjorde också sitt första mål i en 2–4-seger mot Ducs d'Angers. I grundserien var Kristensen lagets näst poängmässigt bästa back då han på 38 grundseriematcher noterades för 28 poäng (8 mål, 20 assist). Rouen vann grundserien och tog sig sedan till final i det efterföljande slutspelet. Kristensen missade inledningen av slutspelet och spelade endast i finalserien, där Rouen vann mot Boxers de Bordeaux med 4–2 i matcher.

#### Från 2024: Återkomst till Danmark
Den 1 maj 2024 bekräftades det att Kristensen återvänt till Danmark efter elva säsonger utomlands, då han skrivit ett tvåårsavtal med Herning Blue Fox i Superisligaen. Inför säsongen utsågs han till en av lagets assisterande kaptener. Han stod därefter för sin poängmässigt bästa säsong och slutade på tredje plats både i backarnas poäng- och skytteliga. Han snittade en poäng per match och stod för tolv mål på 44 grundseriematcher. Laget vann grundserien och tog sig sedan till final; där föll man dock mot Odense Bulldogs med 4–1 i matcher. På tolv slutspelsmatcher stod han för 15 poäng och slutade på andra plats i backarnas poängliga. Under slutspelet hade Kristensen också bäst plus/minus-statistik bland samtliga spelare (14).

### Landslagskarriär
Kristensen blev uttagen att spela sitt första, och enda JVM 2012. Mästerskapet avgjordes detta år i Kanada. Danmark slutade sist i sin grupp, bland annat efter förluster som 3–11, 2–10 och 1–10 mot USA, Kanada och Finland. Efter övertidsförluster mot både Schweiz och Lettland stod det sedan klart att Danmark åkt ut ur JVM:s första division. På sex matcher noterades Kristensen för ett mål, och var också lagets enda back att göra mål.
Den 6 april 2012 debuterade Kristensen med Danmarks A-landslag, i en vinstmatch mot Slovakien (3–1). 2014 blev han uttagen att spela sitt första VM, som detta år avgjordes i Vitryssland. Tillsammans med Jesper Jensen och Stefan Lassen var han lagets poängmässigt bästa back då han på sju matcher stod för två poäng (ett mål, en assist). Danmark höll sig kvar i VM:s toppdivision och slutade på 13:e plats, bland annat efter att ha slagit Tjeckien med 4–3 efter straffläggning. Kristensen var sedan också med och spelade VM i Tjeckien, året därpå. Denna gång slutade man på 14:e plats, och Kristensen noterades inte för några poäng under de sju matcher han spelade. 2016 var han med och spelade VM för tredje året i följd, denna gång i Ryssland. Danmark slutade fyra i grupp A, bland annat efter att ha besegrat Tjeckien – ännu en gång efter straffar, och var därmed kvalificerade för kvartsfinal för första gången sedan 2010. I kvartsfinalen föll man dock mot Finland med 5–1. Kristensen gick poänglös även under detta mästerskap.
2017 spelade Kristensen sitt fjärde VM, i Frankrike och Tyskland. Danmark vann tre av de sju gruppspelsmatcherna och missade slutspelet. Kristensen spelade samtliga matcher och stod för en assistpoäng. Året därpå spelade han VM i Danmark, Kristensens femte VM-turnering i följd. Danmark ställdes mot Lettland i den sista gruppspelsmatchen om en direkt avgörande plats i slutspelet. Danmark föll med 1–0 och missade därmed slutspelet. Kristensen gick poänglös ur turneringen.

## Statistik

### Klubbkarriär
| 2009–10                  | EfB Ishockey             | Superisligaen            | 11  | 0  | 0  | 0  | 0   | 1  | 0 | 0  | 0  | 0  |
| 2010–11                  | EfB Ishockey             | Superisligaen            | 39  | 4  | 3  | 7  | 33  | —  | — | —  | —  | —  |
| 2011–12                  | EfB Ishockey             | Superisligaen            | 35  | 0  | 4  | 4  | 8   | 5  | 0 | 0  | 0  | 2  |
| 2012–13                  | EfB Ishockey             | Superisligaen            | 39  | 5  | 17 | 22 | 44  | 6  | 0 | 2  | 2  | 10 |
| 2013–14                  | IK Oskarshamn            | HA                       | 50  | 3  | 9  | 12 | 18  | —  | — | —  | —  | —  |
| 2014–15                  | IK Oskarshamn            | HA                       | 50  | 8  | 8  | 16 | 26  | —  | — | —  | —  | —  |
| 2015–16                  | Rögle BK                 | SHL                      | 13  | 2  | 1  | 3  | 0   | —  | — | —  | —  | —  |
| 2015–16                  | IK Oskarshamn            | HA                       | 21  | 3  | 7  | 10 | 8   | 5  | 1 | 1  | 2  | 6  |
| 2016–17                  | Linköping HC             | SHL                      | 23  | 3  | 3  | 6  | 6   | 3  | 1 | 0  | 1  | 0  |
| 2016–17                  | IK Oskarshamn            | HA                       | 2   | 1  | 0  | 1  | 0   | —  | — | —  | —  | —  |
| 2017–18                  | KooKoo                   | Liiga                    | 52  | 7  | 10 | 17 | 38  | —  | — | —  | —  | —  |
| 2018–19                  | KooKoo                   | Liiga                    | 6   | 0  | 1  | 1  | 2   | —  | — | —  | —  | —  |
| 2019–20                  | EVZ Academy              | Swiss League             | 24  | 6  | 10 | 16 | 14  | —  | — | —  | —  | —  |
| 2020–21                  | Schwenninger Wild Wings  | DEL                      | 30  | 1  | 1  | 2  | 8   | —  | — | —  | —  | —  |
| 2021–22                  | HC Pustertal Wölfe       | ICEHL                    | 40  | 10 | 8  | 18 | 20  | 4  | 0 | 1  | 1  | 2  |
| 2022–23                  | HC Pustertal Wölfe       | ICEHL                    | 24  | 5  | 6  | 11 | 6   | —  | — | —  | —  | —  |
| 2023–24                  | Dragons de Rouen         | Ligue Magnus             | 38  | 8  | 20 | 28 | 27  | 6  | 0 | 1  | 1  | 2  |
| 2024–25                  | Herning Blue Fox         | Superisligaen            | 44  | 12 | 32 | 44 | 34  | 12 | 3 | 12 | 15 | 2  |
| Superisligaen totalt     | Superisligaen totalt     | Superisligaen totalt     | 168 | 21 | 56 | 77 | 119 | 24 | 3 | 14 | 17 | 14 |
| Hockeyallsvenskan totalt | Hockeyallsvenskan totalt | Hockeyallsvenskan totalt | 123 | 15 | 24 | 39 | 52  | 5  | 1 | 1  | 2  | 6  |
| Liiga totalt             | Liiga totalt             | Liiga totalt             | 58  | 7  | 11 | 18 | 40  | —  | — | —  | —  | —  |
| SHL totalt               | SHL totalt               | SHL totalt               | 36  | 5  | 4  | 9  | 6   | 3  | 1 | 0  | 1  | 0  |

### Internationellt
| År            | Lag           | Turnering     | Matcher | Mål | Assists | Poäng | Utv. |
| ------------- | ------------- | ------------- | ------- | --- | ------- | ----- | ---- |
| 2012          | Danmark       | JVM           | 6       | 1   | 0       | 1     | 0    |
| 2014          | Danmark       | VM            | 7       | 1   | 1       | 2     | 0    |
| 2015          | Danmark       | VM            | 7       | 0   | 0       | 0     | 6    |
| 2016          | Danmark       | VM            | 8       | 0   | 0       | 0     | 4    |
| 2017          | Danmark       | VM            | 7       | 0   | 1       | 1     | 6    |
| 2018          | Danmark       | VM            | 7       | 0   | 0       | 0     | 4    |
| 2021          | Danmark       | VM            | 7       | 1   | 0       | 1     | 0    |
| 2022          | Danmark       | OS            | 5       | 0   | 0       | 0     | 4    |
| 2022          | Danmark       | VM            | 7       | 0   | 0       | 0     | 6    |
| Senior totalt | Senior totalt | Senior totalt | 55      | 2   | 2       | 4     | 30   |
| Junior totalt | Junior totalt | Junior totalt | 6       | 1   | 0       | 1     | 0    |